# بني حميدان
بني حميدان بلدية تابعة لدائرة زيغود يوسف التابعة لولاية قسنطينة في الجزائر. يبلغ عدد سكانها وفقًا لإحصائية سنة 1998م 8,197.

## المعالم والآثار
تتوفر بلدية بني حميدان على إمكانيات سياحية تاريخية هائلة أبرزها معلم تيديس العريق وآثار الدولمن والآثار الفينيقية والرومانية، حيث كانت أحد مخازن روما للقمح أثناء التواجد الروماني بالجزائر.